# Josef Václav Krejča
Josef Václav Krejča pseudonymem Vlaslav Libenský (30. prosince 1869, Černovice u Tábora – 16. září 1899 Černovice u Tábora) byl český novinář, prozaik, básník, dramatik a překladatel.
Překládal z francouzštiny, maďarštiny, němčiny, norštiny a ruštiny.

## Dílo

### Knihy
- Pikantní Praha – povídky

### Divadelní hry
- Doktorovo tajemství
- Když se ženské smějou
- Když ženské pláčou
- Nemám času!